# Нижний Кулусутай
Нижний Кулусутай — село в Ононском районе Забайкальского края России. Входит в состав Кулусутайского сельского поселения.

## Географическое положение
Село расположено в восточной части района на расстоянии примерно 50 километров на юго-восток по прямой от районного центра села Нижний Цасучей, примыкая к селу Кулусутай.

## Климат
Климат резко континентальный с длительной (чуть меньше 180 дней) холодной зимой, заметно меньшим по продолжительности (в среднем 110—112 дней) и сравнительно теплым летом, короткими (до 35—40 дней) переходными сезонами года, не достаточным количеством осадков, особенно в зимнее, весеннее и раннелетнее время. Средняя температура воздуха по району составляет — 1,8 °С, −1,4 °С. Средняя январская температура воздуха составляет −24 °С, −26 °С при абсолютном минимуме — 52 °С. Средняя июльская температура воздуха варьирует от +18 °С до +20 °С при абсолютном максимуме+40 °С.

## Население
| 2021 |
| ---- |
| 0    |

## История
Село было образовано согласно закону Забайкальского края от 25 декабря 2013 года № 922-ЗЗК. На федеральном уровне наименование селу Нижний Кулусутай было присвоено Распоряжением Правительства Российской Федерации от 1 марта 2016 г. N 350-р.